# Лолохун
Лолохун (羅洛渾; 1 апреля 1623 — 11 сентября 1646) — маньчжурский принц династии Цин, второй принц Кэцинь второго ранга и единственный принц Яньси второго ранга.

## Биография
Родился 1 апреля 1623 года. Старший сын бэйлэ Йото (1599—1639), внук принца Дайсаня и правнук Нурхаци. Его матерью была дама из маньчжурского клана Хада Нара, дочь Ургудаи и принцессы Мангуджи, третьей дочери Нурхаци .
В 1638 году Йото получил титул принца третьего ранга. В следующем 1639 года после смерти своего отца Йото Лолохун унаследовал титул принца Кэциня второго ранга. В 1640 году Лолохун сопровождал принца Цзиргалана с армией в Синьшань, где последний принял от монгольских лидеров Субандая и Арбадая присягу на верность империи Цин. В награду принцу Лолохуну пожаловали одну лошадь со сбруей и оружием.
В 1641 году принц Лолохун участвовал в битве при Сун-Цзине под командованием Хунтайцзи, Додо и Хаогэ в ходе которой маньчжуры одержали победу над китайцами и заставили капитулировать минского генерала Хун Чэнчжоу. Лолохун получил в награду 70 рулонов атласа с рисунком дракона с четырьмя когтями.
В 1643 году принц Лолохун не носил траурную одежду во время похорон Минхуэй Гунхэ, главной супруги Хунтайцзи, что привело к лишению его титула . В 1644 году, когда Лолохун поддержал Доргоня и У Саньгуя в усмирении восстания Ли Цзычэна, он получил титул принца Яньси второго ранга (多罗衍禧郡王).
Как командующий Пограничным красным знаменем с каймой, Лолохун принадлежал к наиболее влиятельным князьям династии Цин, включая принца-регента Доргоня, Цзиргалана (принца Чжэн первого ранга), Аджигэ (принца Ин первого ранга) и Додо (принца Ю первого ранга) . В 1646 году Лолохун участвовал в завоевании маньчжурской армией под командованием Хаогэ провинции Сычуань .
Лолохун умер во время завоевания Сычуани 11 сентября 1646 года, и ему наследовал его старший сын Луокэдуо. После наследования Луокэдуо титул был переименован в принца Пинь второго ранга. В 1671 году цинский император Канси добавил к титулу Лолохуна иероглиф «цзе» (介), так что полный посмертный титул звучал: «Принц Яньсицзе второго ранга» (多罗衍禧介郡王, что означает: «объединяющий переполненных счастьем»).

## Семья
Лолохун был женат на дама из клана Тунгия, дочери Тонга Янсина (佟养性, ум. 1632), известного полководца ранней династии Цин и близкого родственника императрицы Сяоканчжан. У Лолохуна было трое сыновей:
- Луокэдуо (多罗平比郡王罗科铎, 10 августа 1640 — 14 августа 1682), первый сын
- Бахата (巴哈塔, 23 октября 1642 — 4 сентября 1651), второй сын
- Нуони (多罗贝勒诺尼, 4 февраля 1643 — 9 февраля 1701), третий сын[15].